# (60454) 2000 CH105
(60454) 2000 CH105 est un objet transneptunien faisant partie des cubewanos.

## Caractéristiques
2000 CH105 mesure environ 150 km de diamètre.

## Orbite
L'orbite de 2000 CH105 possède un demi-grand axe de 44,172 ua et une période orbitale d'environ 294 ans. Son périhélie l'amène à 40,53 ua du Soleil et son aphélie l'en éloigne de 47,815 ua. Il s'agit d'un cubewano.

## Découverte
2000 CH105 a été découvert le 5 février 2000.